# Arthur Nicolson, 1:e baron Carnock
Arthur Nicolson, 1:e baron Carnock, född 1849, död 1928, var en brittisk diplomat, far till Frederick Nicolson, 2:e baron Carnock, Erskine Nicolson, 3:e baron Carnock och sir Harold Nicolson.
Carnock var minister i Marocko 1904-05 och i Sankt Petersburg 1905-10. Han arbetade i starkt ententevänlig riktning och lyckades häva flera motsättningar mellan England-Frankrike och England-Ryssland. Carnock deltog i Algeciraskonferensen 1906, avslöt den engelsk-ryska ententen 1907 och var 1910-16 understatssekreterare i utrikesdepartementet. Hans memoarer utkom 1930.